# Tod Falor Stuessy
Tod Falor Stuessy (1943 ) es un botánico estadounidense, que desarrolla actividades académicas en el "Botanical Research Institute of Texas", y como profesor en la Universidad de Texas en Austin. Antes había trabajado como taxónomo en el Jardín Botánico Tropical de Fairchild, cerca de Miami.
En 1965, obtuvo su B.Sc. por la Universidad DePauw; y en 1968, su doctorado por la Universidad de Texas en Austin.

## Algunas publicaciones

### Libros
- tod f. Stuessy. 2009. Plant Taxonomy: The Systematic Evaluation of Comparative Data. 2ª ed. ilustrada de Columbia Univ. Press, 539 pp. ISBN 0231147120
- --------------------, mikio Ono. 2007. Evolution and Speciation of Island Plants. Ed. ilustrada, reimpresa de Cambridge Univ. Press, 376 pp. ISBN 052104832X
- --------------------, veronika Mayer, elvira Hörandl. 2003. Deep morphology: toward a renaissance of morphology in plant systematics. Regnum vegetabile 141. Ed. ilustrada de A.R.G. Gantner, 326 pp. ISBN 3906166074
- --------------------. 2003. The Melding of Systematics and Biogeography Through Investigations at the Populational Level: Examples from the Genus Hypochaeris (Asteraceae). 10 pp.
- --------------------. 2002. Morfología profunda en la sistemática de plantas. Ed. Sociedad Argentina de Botánica, 29 pp.
- --------------------, s.h. Sohmer. 1996. Sampling the Green World: Innovative Concepts of Collection, Preservation, and Storage of Plant Diversity. Ed. ilustrada de Columbia Univ. Press, 289 pp. ISBN 0231101368
- --------------------. 1994. Case Studies in Plant Taxonomy: Exercises in Applied Pattern Recognition. Ed. reimpresa, ilustrada de Columbia Univ. Press, 171 pp. ISBN 0231076118
- --------------------, ronald l. Stuckey. 1993. Dedication: Emanuel D. and Ann W. Rudolph Memorial Library Room of The Ohio State University Herbarium Library, Friday 21 May 1993: Symposium: Botanical Libraries and Herbaria. Ed. Ohio State Univ. Museum of Biol. Diversity
- --------------------. 1982. Plan for Development of the Ohio State University Herbarium. Ed. Ohio State Univ. Herbarium. 80 pp.
- --------------------. 1972. References and lists of equipment for systematic studies with flavonoids, mustard oils, proteins (Electrophoresis and serology), and terpenoids. Ed. Am. Soc. of Plant Taxonomists. 46 pp.
- --------------------. 1968. A Systematic Study of the Genus Melampodium (Composite-Heliantheae). Ed. Univ. of Texas at Austin, 592 pp.

## Eponimia
Género
- (Asteraceae) Stuessya B.L.Turner & F.G.Davies[2]

Especies
- (Asteraceae) Fulcaldea stuessyi Roque & V.A.Funk[3]
- (Crassulaceae) Aeonium stuessyi H.Y.Liu[4]
- (Cyperaceae) Carex stuessyi G.A.Wheeler[5]